# Microdeutopus gryllotalpa
Microdeutopus gryllotalpa is een vlokreeftensoort uit de familie van de Aoridae. De wetenschappelijke naam van de soort werd in 1853 voor het eerst geldig gepubliceerd door Costa.

## Beschrijving
Microdeutopus gryllotalpa is een mariene en estuariene vlokreeft, ongeveer 10 mm groot. De kleur is groenachtig wit, met kleine bruine vlekken op het dorsale oppervlak.

## Verspreiding
Microdeutopus gryllotalpa is inheems in de oostelijke Atlantische Oceaan, waar het voorkomt van de Oostzee en Zuid-Noorwegen tot Spanje en de Middellandse Zee. Het werd geïntroduceerd in Noord-Amerika, zowel aan de oostkust (van Maine tot Virginia) als aan de westkust (Californië). Het bouwt losjes geconstrueerde kokers van slijm op vegetatie en harde structuur, en wordt vaak geassocieerd met door de mens gemaakte en eutrofe leefomgevingen in zijn niet-inheemse verspreidingsgebied. Het is een vraatzuchtige grazer, maar de effecten op inheemse algengemeenschappen zijn (nog) niet goed bestudeerd.